# Apicia nemora
Apicia nemora là một loài bướm đêm trong họ Geometridae.